# Летописи Нарније: Лав, вештица и орман
Летописи Нарније: Лав, вештица и орман (енгл. The Chronicles of Narnia: The Lion, the Witch and the Wardrobe) британско-амерички је фантастички филм из 2005. године који је на основу романа Лав, вештица и орман режирао Ендру Адамсон. Ово је први филм из франшизе Летописи Нарније, снимљен у продукцији компанија Walden Media и Walt Disney Pictures и дистрибуцији Buena Vista Pictures-а. Главне улоге играли су Вилијам Мозли, Ана Поплвел, Скандар Кејнс и Џорџи Хенли, који у филму глуме четворо британске деце који на селу, где се привремено налазе током Блица, проналазе скривена врата која воде до фантастичког света — Нарније. Тамо се удружују са лавом Асланом (глас Лијама Нисона) у борби против Јадис, Беле краљице (Тилда Свинтон).
Филм је објављен 9. децембра 2005. у Европи и Северној Америци, где је добио позитивне критике и био је финансијски успешан, јер је зарадио више од 745 милиона долара широм света, због чега је постао трећи филм са највећом зарадом у 2005. години. Лав, вештица и орман је 2005. освојио Оскар за најбољу шминку и фризуру, а након тога и разне друге награде. Проширено издање објављено је 12. децембра 2006, а на ДВД-у је било доступно тек 31. јануара 2007, када је театрално приказивање завршено. Био је то најпродаванији ДВД у Северној Америци 2006. године, од чије продаје је зарађено 332,7 милиона долара.

## Радња
Лондон, недуго након почетка Другог светског рата. Док град трпи непрестана немачка бомбардовања, Хелен Певенси, забринута за животе своје деце, браће Питера и Едмунда и њихових сестара Сузан и Луси, одлучује да их склони у провинцију, у викторијанску кућу ексцентричног професора Kирка. Деца убрзо у кући откривају стари ормар, а најмлађа Луси једном приликом и улази у њега. Њеном изненађењу нема краја кад схвати да задњи део ормара крије пролаз у загонетну земљу прекривену снегом и ледом.
Тамо ускоро сусреће фауна Тамнуса, плашљиво али врло добродушно биће од кога Луси сазнаје да је доспела у Нарнију, ледом оковано краљевство у којем живе необична створења, а којим влада зла Бела Вештица. Луси првобитно нико не верује, али кад се и они охрабре да прођу кроз орман, откривају сликовиту Нарнију. Тамо од дабра који уме да прича и његове супруге сазнају да су они изабрани да помогну мудром лаву Аслану у борби против Беле вештице.

## Улоге
| Улога         | Глумац        |
| ------------- | ------------- |
| Питер         | Вилијам Мозли |
| Сузан         | Ана Поплвел   |
| Едмунд        | Скандар Кејнс |
| Луси          | Џорџи Хенли   |
| Аслан         | Лијам Нисон   |
| Бела Вештица  | Тилда Свинтон |
| Гдин. Тамнус  | Џејмс Макавој |
| Гдин. Дабар   | Реј Винстон   |
| Гђа. Дабар    | Даун Френч    |
| Гинарбрик     | Киран Шах     |
| професор Кирк | Џим Бродбент  |
| Божић Бата    | Џејмс Козмо   |
| Маугрим       | Мајкл Медсен  |
| господин Фокс | Руперт Еверет |